# Ruben Guerreiro
Rúben António Almeida Guerreiro, conegut com a Ruben Guerreiro (portuguès: Rúben António Almeida Guerreiro)  (Montijo, 6 de juliol de 1994), és un ciclista portuguès, professional des del 2015 i actualment a l'equip Movistar. En el seu palmarès destaca el campionat de Portugal en ruta de 2017 i una etapa i el Gran Premi de la muntanya al Giro d'Itàlia del 2020.

## Palmarès
- 2012
  -  Campió de Portugal júnior en ruta
  - Vencedor de 2 etapes a la Volta a Portugal júnior
- 2014
  - 1r a la Volta a Portugal del Futur i vencedor d'una etapa
- 2015
  - 1r al Gran Premi Liberty Seguros i vencedor d'una etapa
- 2016
  -  Campió de Portugal sub-23 en ruta
  - 1r al Gran Premi Palio del Recioto
- 2017
  -  Campió de Portugal en ruta
- 2020
  - Vencedor d'una etapa al Giro d'Itàlia. 1r al  Gran Premi de la muntanya
- 2022
  - 1r al Mont Ventoux Dénivelé Challenge
- 2023
  - 1r al Tour d'Aràbia Saudita i vencedor d'una etapa

### Resultats a la Volta a Espanya
- 2019. 17è de la classificació general
- 2023. No surt (5a etapa)

### Resultats al Giro d'Itàlia
- 2020. 33è de la classificació general. Vencedor d'una etapa. 1r al  Gran Premi de la muntanya
- 2021. Abandona (15a etapa)

### Resultats al Tour de França
- 2021. 18è de la classificació general
- 2022. No surt (9a etapa)
- 2023. Abandona (14a etapa)